# Force expéditionnaire brésilienne
Pour les articles homonymes, voir Corps expéditionnaire et FEB.

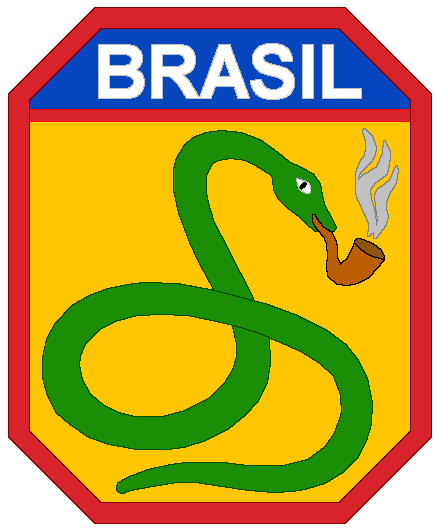
Écusson de la force expéditionnaire brésilienne.

La Force expéditionnaire brésilienne (Força Expedicionária Brasileira ou FEB) est un corps de 27 500 soldats de l'armée de l'air, de terre et la Marine brésilienne qui partit combattre durant la Seconde Guerre mondiale au sein de la 5e armée des États-Unis dans la campagne d'Italie.

## Prélude à la création de la FEB

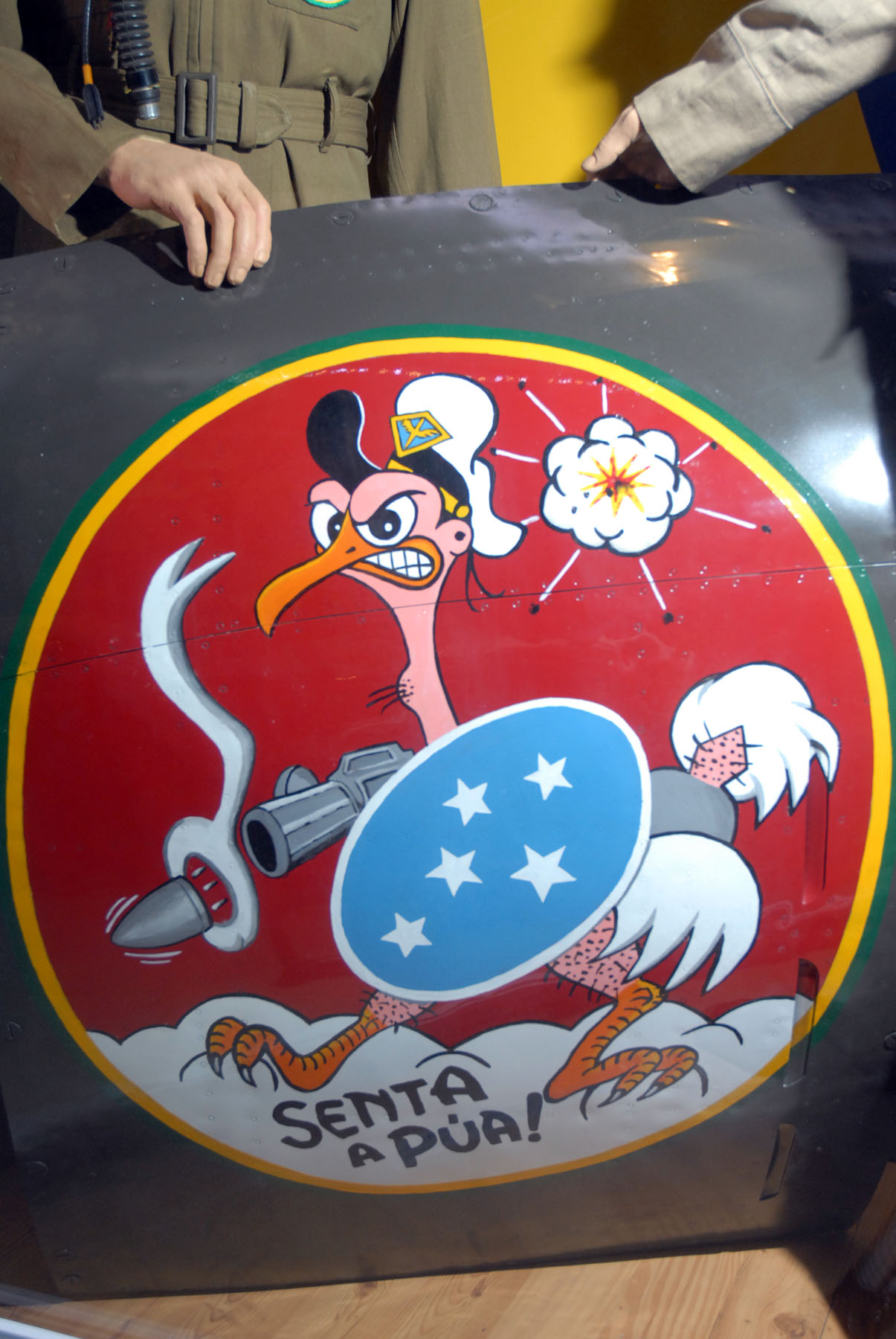
Emblème de l'armée de l'air brésilienne durant la Seconde Guerre mondiale.

Il n'y avait rien d'évident à ce que le Brésil rejoigne les Alliés de la Seconde Guerre mondiale. Au début du conflit, le Brésil resta volontairement neutre, commerçant aussi bien avec les Alliés qu'avec les puissances de l'Axe, alors que le régime autoritaire du président du Brésil Getúlio Vargas semblait plutôt montrer une inclination envers l'Allemagne et l'Italie. Cependant, les mois passant, le commerce avec les pays de l'Axe devenait de plus en plus difficile et la pression diplomatique des États-Unis pour que le Brésil et les autres pays sud-américains rejoignent le camp allié de plus en plus forte.
Début 1942, le Brésil autorisa les États-Unis à installer des bases aériennes dans les États de Bahia, Pernambouc et Rio Grande do Norte, où la ville de Natal abrita une partie de l'escadron de patrouille de l'US Navy VP-52. En plus, l'US Task Force 3 s'installa au Brésil avec un escadron équipé pour l'attaque des sous-marins et des navires marchands essayant de commercer avec le Japon. Même si le Brésil restait officiellement neutre, la coopération croissante avec les Alliés conduisit le gouvernement brésilien à annoncer lors de la conférence panaméricaine à Rio le 28 janvier 1942 sa décision de durcir ses relations diplomatiques avec l'Allemagne, le Japon et l'Italie. En retour, de la fin janvier à juillet 1942, environ 13 navires marchands brésiliens furent coulés par des U-Boote allemands. 
Du 15 au 17 août 1942, un seul sous-marin, l'U-507 coula cinq navires brésiliens provoquant la mort de plus de 600 personnes. 
- À 19 h 12, le Baependy, naviguant de Salvador à Recife, est coulé avec ses 215 passagers et 55 membres d'équipage ;
- À 21 h 3, L'Araraquara, naviguant aussi depuis Salvador vers le nord du pays, est coulé avec 142 passagers, 131 périssent ;
- 7 heures après la seconde attaque, l'U-507 torpille l'Aníbal Benévolo. Les 83 passagers périssent et seulement quatre membres d'équipage survivront sur 71 ;
- Le 17 août au large de Vitória, le paquebot Itabiga est endommagé. Sur 36 hommes, un décède ;
- Enfin, le Arará, naviguant de Salvador à Santos, venu en aide à l'Itabiga est torpillé. Il y aura 20 morts.

Les annonces de la radio de Berlin créèrent de la nervosité dans la population brésilienne. Mais contrairement à 1917, en 1942 le gouvernement brésilien semble ne pas vouloir la guerre ; toutefois, dans la capitale Rio de Janeiro, la population entame des représailles contre les entreprises allemandes comme les restaurants. La position passive du gouvernement de Vargas devient de plus en plus intenable devant son opinion publique. Il déclare donc la guerre à l'Allemagne et à l'Italie le 22 août 1942.

## Commandement et composition

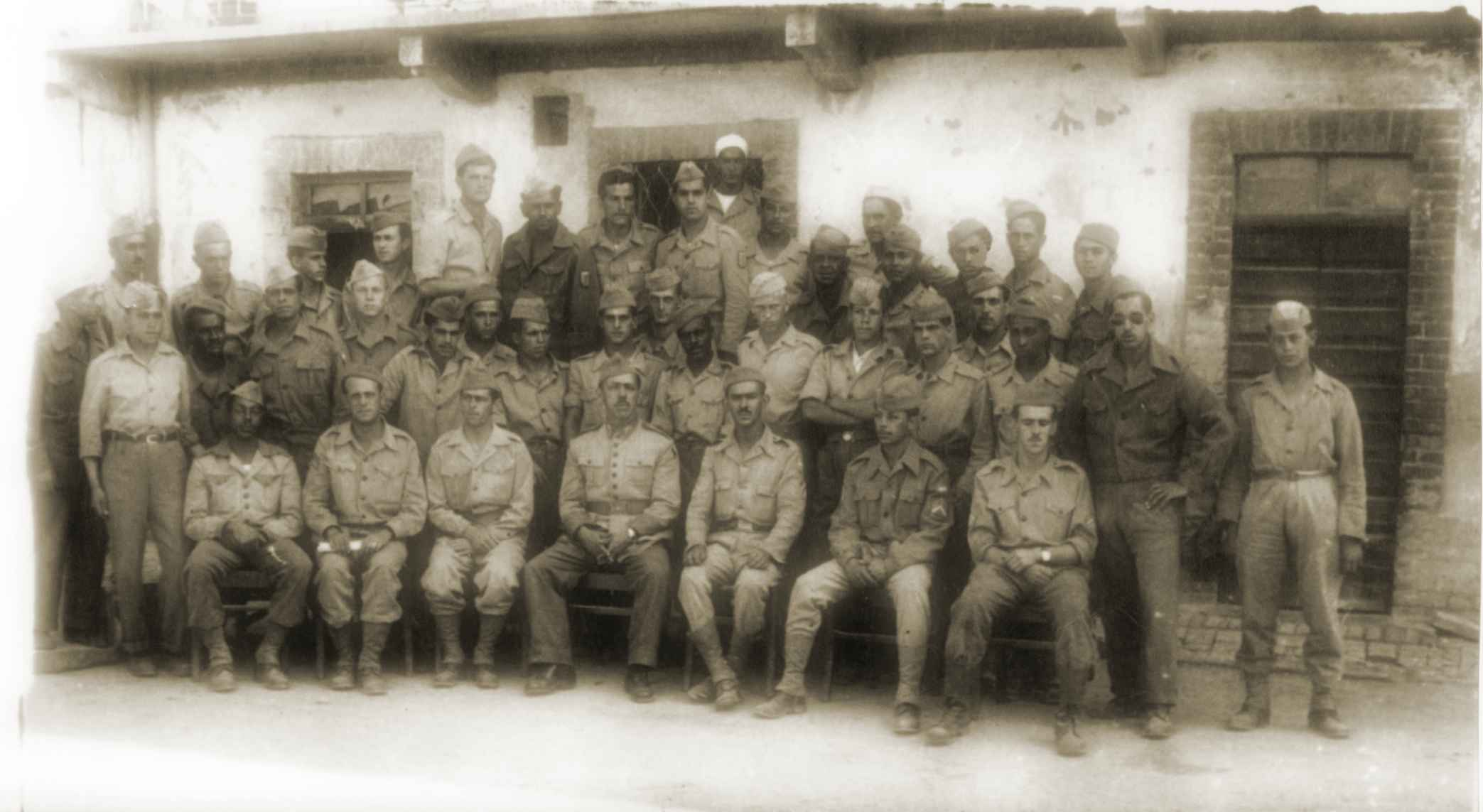
Membres d'une compagnie du IIIe bataillon du 11e régiment.

Le corps brésilien fut d'abord mis sous le commandement du 15e groupe d'armées du maréchal Harold Alexander via la 5e armée américaine du général Mark Clark et le IVe corps d'armée américain du général Willis Crittenberger.
Le corps aérien brésilien fut mis sous le commandement XXIIe Tactical Air Command qui appartenait lui-même aux Mediterranean Allied Air Forces (en).
Le QG de la FEB se situait à Rio de Janeiro sous le commandement du général Eurico Gaspar Dutra, ministre de la Guerre brésilien. C'est le général Mascarenhas de Morais qui commandait la FEB sur le terrain. Le général Cordeiro de Farias (pt) était chargé de l'artillerie, Euclides Zenóbio da Costa (pt) des trois régiments d'infanterie.
La FEB qui fut entraînée par les Américains fut composée selon le modèle standard d'une division d'infanterie américaine, jusqu'aux services bancaires et postaux. Elle comprenait les 1er, 6e  et 11e régiments d'infanterie. Chaque régiment comprenait trois bataillons comprenant eux-mêmes quatre compagnies.

## Campagne

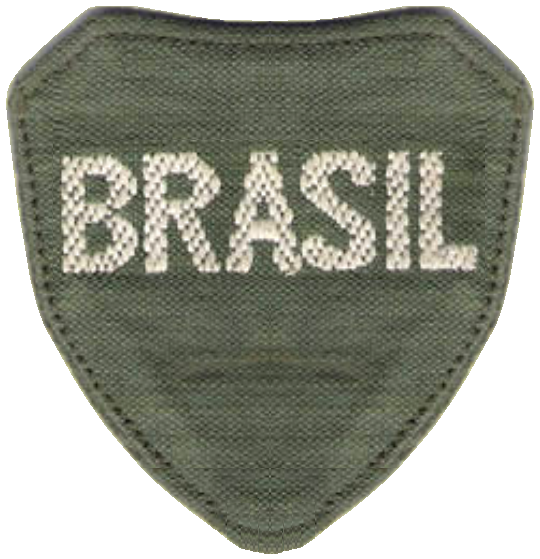
Insigne d'épaule de la FEB.

Peu de temps après la déclaration de guerre, le président brésilien enjoint à la population de soutenir l'effort de guerre. En deux ans, il enverra 25 000 hommes en Europe sur un total de 100 000 prévus. 
C'est au début de juillet 1944 que les 5 000 premiers soldats brésiliens arrivent en Italie, plus précisément à Naples. Ils sont incorporés à la Task Force 45 de l'armée américaine. Fin juillet, de nouveaux soldats arrivent, rejoints en novembre 1944 puis en février 1945 par de nouveaux renforts. Au début, les Brésiliens doivent changer leurs uniformes à cause du climat italien. Ensuite, ils rejoignent Tarquinia à 350 kilomètres au nord de Naples où ils intègrent l'armée de Clark. En novembre 1944, la 1° Divisao de infanteria expedicionaria enfin au complet est finalement incorporée au IVe corps US du général Crittenberger. 
Les premières opérations des troupes brésiliennes sont des opérations de reconnaissance effectuées à la fin du mois d'août. Les Brésiliens devaient remplacer les troupes françaises parties pour servir dans l'opération Dragoon (le débarquement en Provence). Le 16 septembre, ils occupent Massarosa puis le 18 septembre la ville de Camaiore puis d'autres villes. La FEB avait déjà conquis auparavant le Monte Prano qui contrôlait la vallée de Serchio et celle de Castelnuovo. Les Brésiliens avaient jusqu'alors subi relativement peu de pertes. La FEB se dirigea vers les Apennins où ils durent, au cours d’un hiver rigoureux, faire face à la résistance des Allemands arc-boutés sur la ligne Gothique. Le 29 novembre 1944, une attaque frontale contre des positions fortifiées, dirigée contre l'avis de ses officiers par le général Mascarenhas de Morais, laisse 300 morts sur le champ de bataille pour aucun gain.
Dans le nord de l'Italie, les Brésiliens apportèrent aux Alliés une contribution importante que reconnurent les Allemands. En février 1945, les troupes de la FEB de conserve avec celle de la 10e division de montagne américaine devaient réduire les dernières positions allemandes dans les Apennins. Ces positions comprenaient notamment une puissante artillerie, très gênante pour la progression des Alliés notamment par ses tirs sur la route 64 en direction de Bologne.

Soldats du corps expéditionnaire brésilien en Italie pendant la Seconde Guerre mondiale, 1944.

À la suite de l'offensive, Brésiliens et Américains ont pris position dans les Apennins du 18 février au 5 mars 1945. Après l'offensive d'avril, les Allemands sont forcés à battre en retraite et Bologne est prise le 21 avril par les troupes polonaises et américaines. Ensuite, les Allemands continuent à se replier et les Alliés sont soutenus par les mouvements de résistance italiens. Ainsi, les Américains parviennent à conquérir Parme, Modène et Gênes. La VIIe armée britannique prend elle les villes de Venise et Trieste. Les forces brésiliennes capturent un grand nombre d'Allemands lors de la bataille de Collecchio et doivent ensuite briser une résistance allemande dans la région du Taro. Encerclées près de Fornoue, les forces allemandes doivent se rendre le 28 avril : plus de 20 000 hommes dont une partie de la 148e division d'infanterie, de la 90e division légère et d'autres unités fascistes italiennes. Le 2 mai, les Brésiliens arrivent aux portes de Turin et rencontrent les troupes françaises qui ont franchi la frontière. D'autres troupes brésiliennes continuaient de leur côté à poursuivre les unités allemandes en retraite dans les Alpes. La nouvelle de la mort de Hitler mit définitivement fin aux combats en Italie et les troupes de l'Axe se rendirent aux Alliés.

## L'armée de l'air
Les premières troupes aériennes brésiliennes à partir en guerre est le 1er GAvCa (1° Grupo de Aviação de Caça, littéralement « 1er groupe d'aviation de chasse ») qui appartient au 1st Fighter Group américain. Il est formé le 18 décembre 1943. Il est constitué d'aviateurs expérimentés de l'armée de l'air brésilienne. Parmi les pilotes, il y avait Alberto Torres qui coula au large des côtes brésiliennes l'U-199 allemand. Le groupe (350 hommes dont 43 pilotes) subit une courte formation à Panama. C'est le 11 mai 1944 que les Brésiliens sont déclarés comme unité active. Le 22 juin, le groupe est envoyé aux États-Unis où les pilotes reçoivent des P-47d Thunderbolt. Enfin, le 19 septembre, le 1er GAvCa part pour l'Italie où elle arrive le 6 octobre à proximité de Livourne. Il devint alors membre du 350e Fighter Group (en) de l'USAAF. Cette unité étant subordonnée au XII Tactical Air Command (en), lui-même partie de la 12th USAAF.
Après quelques vols, les Brésiliens reçoivent leurs premières missions à partir du 11 novembre en partant de sa base de Tarquinia. Le groupe était divisé en quatre (Red, Green, Blue et Yellow). Chacune de ces unités comptait 12 avions. Elle commença alors des missions de reconnaissance, de bombardement et de soutien envers la 5e armée américaine à laquelle appartenait la force expéditionnaire brésilienne. Le 16 avril 1945, la 5e armée lance une offensive dans la région du Pô. À cette époque, le groupe ne comprend plus que 25 pilotes, certains avaient été tués, d'autres abattus, avaient été faits prisonniers. Certains mêmes furent retirés du service actif pour raison de santé. On supprima donc le groupe Yellow. Chaque pilote effectuait deux missions par jour. Le 22 avril, l'ensemble de la force aérienne brésilienne prit part à une attaque sur San Benedetto où elle détruisit des ponts, des barges et des véhicules motorisés. À 10 h, des pilotes brésiliens sont envoyés en mission de reconnaissance à proximité de Mantoue où ils détruisirent près de 80 chars, camions et autres véhicules divers. Le bilan à la fin de la journée et après 44 missions fut la destruction de plusieurs centaines de véhicules ennemis ainsi que des chalands. Ce fut le jour le plus fructueux pour l'Armée de l'air brésilienne et il est depuis commémoré chaque année comme la journée aérienne de l'Armée de l'air brésilienne.
- 85 % des dépôts de munitions ;
- 36 % des dépôts de carburants ;
- 28 % des ponts (plus 19 % endommagés) ;
- 15 % des véhicules à moteur (plus 13 % endommagés) ;
- 10 % des véhicules hippomobiles.

## Conclusion
Au cours des huit mois de campagnes, la FEB a capturé 20 573 prisonniers (2 généraux, 893 officiers et 19 678 hommes du rang) et eut 443 tués.
Les soldats brésiliens tués au combat furent enterrés au cimetière militaire brésilien de Pistoia avant d'être transférés à Rio de Janeiro où un mausolée a été construit en leur honneur. Il a été inauguré en 1960 et couvre une surface de 6 850 m2.
Le général Clark leur rendit hommage dans ses Mémoires en ces termes : « les Brésiliens ne se plaignirent jamais et voulurent toujours porter leur part de nos fardeaux. »

## Sources
- Clark, Mark [1950] (2007). Calculated Risk. New York: Enigma Books.  (ISBN 978-1-929631-59-9).
- Moraes, Mascarenhas (1966). The Brazilian Expeditionary Force By Its Commander. US Government Printing Office. ASIN: B000PIBXCG.
- R.Brooks, Thomas (2003). The War North of Rome (June 1944-May 1945). Da Capo Press.  (ISBN 978-0-306-81256-9).